# WinRAR
WinRAR (nazwa pochodzi od słów Windows Roshal Archive) – program shareware do kompresji i archiwizacji danych, który tworzy archiwa z rozszerzeniem *.RAR. Dodatkowo WinRAR obsługuje inne rodzaje archiwów, między innymi popularne pliki *.ZIP, które potrafi tworzyć i rozpakowywać. Program oferuje graficzne środowisko pracy, obsługuje technikę „przeciągnij i upuść” oraz zawiera integrację z menu kontekstowym, może tworzyć archiwa chronione hasłem i zabezpieczać tym samym dane poufne (używa do tego szyfrowania AES-128, natomiast od wersji 5.x stosuje szyfrowanie AES-256). Potrafi również tworzyć archiwa samorozpakowujące się, wieloczęściowe oraz dodawać dane naprawcze. Wersja 3.50 była pierwszą wersją programu, w której integracja z menu kontekstowym obsługiwała architekturę 64-bitową.
Wersja 4.0 WinRARa wymaga już do działania systemu Windows 2000 lub nowszego. Wersje dla DOS i Pocket PC (darmowy PocketRAR) nie są już rozwijane – ich produkcja zakończyła się wraz z wersją 3.93.
W wersji 4.20 WinRARa zarzucono obsługę systemu Windows 2000.
Pierwsza wersja programu powstała w marcu 1993 roku (pod nazwą RAR 0.1), a 22 kwietnia 1995 narzędzie wydano w wersji 1.54b jako program dla Windowsa 3.x. Stanowi alternatywę dla programu WinZip, który również był rozwijany i stosowany w latach 90.
W Chinach narzędzie jest dostępne bezpłatnie do użytku osobistego (od 2015 roku).
Program oferuje 40-dniowy okres próbny, po upłynięciu którego wyświetla użytkownikowi komunikat proszący o nabycie licencji.

## Obsługiwane formaty
Źródła:.
- RAR (tworzenie i odczyt)
- ZIP (tworzenie i odczyt)
- JAR (archiwum Java)
- CAB
- ARJ
- LZH(inne języki)
- tar
- gzip (gz oraz tar.gz)
- bzip2 (bz2 oraz tar.bz2)
- ACE (dawniej)[21]
- UUE (UUEncode)
- ISO (obraz dysków ISO 9660)
- 7z
- Z (archiwa Unixowe)